# 로마 (1972년 영화)
《로마》(Roma)는 페데리코 펠리니의 영화로, 1972년 개봉하였다. 청년 펠리니가 고향 리미니에서 로마로 상경하는 자전적인 내용에 기반을 두고 있다.

## 개요
큰 연관성이 없는 단편들로 이루어져 있으며, 그렇다 할 줄거리도 없다. 비중있는 등장인물도 없으며, 로마 도시 자체가 주인공이라고 볼 수 있다. 전쟁 중 이었던 파시스트 시대와 1970년대 이탈리아를 계속 대비시키는 것이 특징이다.
연기자 대부분이 무명배우이며, 피터 곤잘레스가 청년 펠리니를 연기했다.

## 출연
- 만 메이트랜드
- Stefano Mayore